# Eloy Laguardia
Eloy Giménez Laguardia (n. Zaragoza, 30 de septiembre de 1927), pintor español, fue uno de los iniciadores de la abstracción pictórica en España formando parte del Grupo Pórtico, al que se unió en 1948.
Estudió dibujo técnico en la Escuela de Artes y Oficios y Maestría Industrial de Zaragoza y con siguió trabajar como delineante, donde conoció a Fermín Aguayo, quien formaría con él y con Santiago Lagunas el núcleo fundamental del Grupo Pórtico. En 1951, acabada la actividad del grupo, se traslada a Madrid, donde vivió seis meses y al año siguiente se radicó en San Sebastián, dejando la pintura a la que no volvería hasta 1975.
Su trayectoria se inicia en 1946 cultivando una pintura expresionista o cubista que evolucionará hacia la abstracción en 1948, con recuerdos del constructivismo geométrizante sin por ello prescindir de pinceladas gestuales no exentas de emotividad.
En Rejas de 1950, el título resalta una rígida geometría y un color rotundo cuyo tema de fondo es una crítica del ámbito social y político de aquellos años de posguerra y franquismo. 
Su primera exposición individual no se celebró hasta 1992.

## Obras destacadas
- Jarra (nocturno), 1948. Óleo sobre lienzo, 72 x 59,5 cm. Colección Fundación Santillana.
- Recuerdo triste (enlace roto disponible en Internet Archive; véase el historial, la primera versión y la última)., 1949. Óleo sobre lienzo. 65 x 81 cm. Museo Nacional Centro de Arte Reina Sofía.
- Oración en el huerto, 1950. Óleo sobre tabla, 69 x 98 cm. Colección Ibercaja.
- Mariposa negra, 1950. Óleo sobre lienzo, 77,5 x 55,5 cm. Museo Nacional Centro de Arte Reina Sofía.
- El sueño de un niño, 1950. Acuarela, 17,5 x 15,5 cm. Colección privada, Madrid.
- Rejas, 1950.
- Samurai, 1998.Carboncillo, 90 x 62.7 cm. Museo de Dibujo "Julio Gavin-Castillo de Larres"

## Exposiciones antológicas
- Veinte años de Pintura Abstracta en Zaragoza 1947-1967, Colegio Oficial de Arquitectos de Aragón y Rioja, Zaragoza, mayo-junio de 1979.
- Primera abstracción de Zaragoza: 1948-1965. Exposición itinerante, diciembre de 1984 - marzo de 1985.
- Grupo Pórtico. Fermín Aguayo, Eloy Laguardia, Santiago Lagunas. Gobierno de Aragón y Ministerio de Cultura, Zaragoza, Lonja, 10 de diciembre de 1993 - 13 de febrero de 1994.